# Stazione di Ceva
Stazione di Ceva vasútállomás Olaszországban, Ceva településen.

## Vasútvonalak
Az állomást az alábbi vasútvonalak érintik:
- Torino-Fossano-Savona-vasútvonal
- Ceva–Ormea-vasútvonal
- Bra–Ceva-vasútvonal

## Kapcsolódó állomások
A vasútállomáshoz az alábbi állomások vannak a legközelebb:
- Stazione di Lesegno
- Stazione di Sale Langhe
- Stazione di Nucetto
- Castellino railway station